# 元気なブロークン・ハート 〜 Broken Mix
「元気なブロークン・ハート 〜Broken-Mix」（げんきなブロークンハート 〜ブロークンミックス）は、1986年5月10日にリリースされたC-C-Bの2枚目の12インチ・シングル。
本項は同年4月9日発売に発売されたシングル「元気なブロークン・ハート」のリミックスバージョン。

## 解説
- 1曲目の『元気なブロークン・ハート 〜Broken-Mix』はアルバム『冒険のススメ』には無表記だがこのBroken-Mixがショートバージョンで収録。
- 2曲目の『スワンの城』はリミックス・アルバム『MAX-MEGA-MIX (Plus版)』では「スワンの城 〜 12 Inch Mix」という表記になっている。

## 収録曲
| 全作詞: 松本隆、全作曲: 筒美京平、全編曲: 大谷和夫, C-C-B。 |                                                        |        |            |      |
| #                                                           | タイトル                                               | 作詞   | 作曲・編曲 | 時間 |
| 1.                                                          | 「元気なブロークン・ハート 〜Broken-Mix」              | 松本隆 | 筒美京平   | 5:42 |
| 2.                                                          | 「スワンの城」(記載されていないがリミックスバージョン) | 松本隆 | 筒美京平   | 4:35 |